# Svartmagad salamander
Svartmagad salamander (Desmognathus quadramaculatus) är ett stjärtgroddjur i familjen lunglösa salamandrar och släktet Desmognathus (skymningssalamandrar), som finns i östra Nordamerika.

## Utseende
Den svartmagade salamandern känns igen på den svarta magen, som kan ha några gula stänk hos unga djur. Resten av kroppen kan ha varierande färg, men är oftast mörk. Vanligen har den en dubbel rad av ljusa fläckar på sidorna, som ibland kan övergå till en mer oregelbunden samling fläckar. Salamandern har en kraftig svansrot och är en av de största lunglösa salamandrarna, med en längd på mellan 10 och 18 cm. 

## Utbredning
Arten finns i bergen från södra West Virginia till norra Georgia i USA.

## Vanor
Den svartmagade salamandern är den mest akvatiska arten bland skymningssalamandrarna och förekommer i eller nära strömt, kyligt vatten som bergsbäckar med stenig botten och nära vattenfall. Den gömmer sig oftast under stenar och liknande under dagen, men kan ibland sola på klippor. Arten hävdar revir som den aggressivt försvarar mot andra artmedlemmar. Födan består bland annat av kräftor och ett stort antal insekter som larver av tvåvingar och skalbaggar. Larverna lever främst av vattenlevande insekter, bland annat larver av tvåvingar och olika sländor. Det förekommer även kannibalism bland larverna. Arten kan bli åtminstone 15 år gammal. Lek och larvutveckling sker i vatten. Äggen fästes på undersidan av rötter och stenar i vattnet.